# Сульфоксиды

Сульфоксиды

Сульфоксиды — органические соединения с общей формулой R1R2S=O,  где R1 и R2 - углеводородные (алифатические, ароматические, гетероциклические и т.п.) заместители.

## Номенклатура
Название ациклических сульфоксидов образуются от двух органических радикалов, связанных к атомом серы, к которым прибавляется слово «сульфоксид», например:
(CH3)2SO — диметилсульфоксид, (C2H5)2SO — диэтилсульфоксид. Название циклических сульфоксидов образуется из название соответствующего гетероцикла с окончанием «оксид», например, тиациклогексан-1-оксид.

## Химическая структура молекул сульфоксидов
Структура молекул сульфоксидов представляет собой искажённую пирамиду. В случае диметилсульфоксида характеристики молекулы следующие:
| Длина связи S=O  | 0,147 нм |
| Длина связи S-C  | 0,182 нм |
| Длина связи C-H  | 0,108 нм |
| Угол связи O-S-C | 107°     |
| Угол связи C-S-C | 100°     |

ИК-спектры сульфоксидов характеризуются полосами поглощения в области 1050—1060 см−1, которые соответствуют валентным колебаниям группы S=O.

## Физические свойства
Сульфоксиды являются бесцветными малолетучими жидкими или кристаллическими веществами. Растворяются в большинстве органических растворителей, низшие сульфоксиды растворяются в воде.
Свойства некоторых сульфоксидов:
| Соединение        | Молекулярная масса, г/моль | Температура плавления, °С | Температура кипения, °С/давление, мм.рт.ст. |
| ----------------- | -------------------------- | ------------------------- | ------------------------------------------- |
| Диметилсульфоксид | 78,13                      | 18,4                      | 85-87/20                                    |
| Диэтилсульфоксид  | 106,19                     | 14                        | 104,25                                      |
| Дибутилсульфоксид | 162,3                      | 32,6                      | —                                           |
| Дифенилсульфоксид | 202,28                     | 70,5                      | 210/15                                      |

## Методы получения
Сульфоксиды получают в основном окислением соответствующих сульфидов. Окислителями выступают пероксид водорода в кислой среде, оксиды азота, гипохлориты и некоторые другие окислители.